# Vladimir Prudnikov

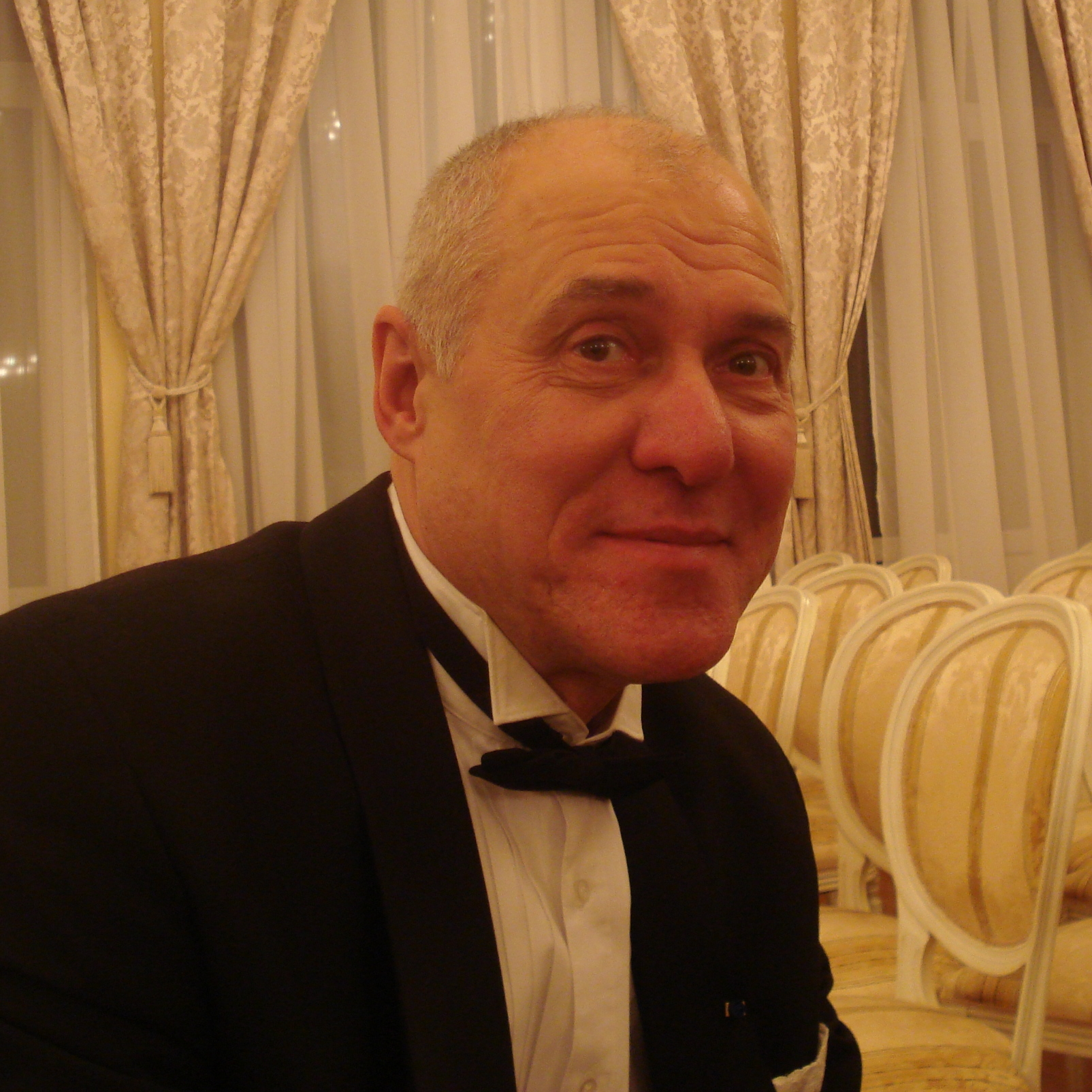
Vladimir Prudnikov (2007)

Vladimir Prudnikov (lit. Vladimiras Prudnikovas; *  10. April 1949 in Vilnius) ist ein litauischer Opernsänger (Bass), Musikpädagoge und ehemaliger Politiker, Kultusminister Litauens.

## Leben
Ab 1959 sang Prudnikov im Knabenchor „Ąžuoliukas“ in Vilnius. 1979 absolvierte er das Diplomstudium am Litauischen Staatskonservatorium. Danach war er Sänger am Nationalen Operntheater Litauens und Professor für Gesang am Konservatorium.
Seit 2004 ist Prudnikov Mitglied von Darbo partija.
Von 2004 bis 2006 war er Kultusminister im Kabinett Brazauskas II.
Prudnikov ist russischer Herkunft.
Prudnikov ist verheiratet mit der Pianistin Nijolė Ralytė. Die Opernsängerin (Mezzosopran) Ieva Prudnikovaitė (* 1983) ist seine Tochter.

## Auszeichnungen
- Litauischer nationaler Kultur- und Kunstpreis